# Irina Godounova
Pour les articles homonymes, voir Godounova.
 (janvier 2013).
Si vous disposez d'ouvrages ou d'articles de référence ou si vous connaissez des sites web de qualité traitant du thème abordé ici, merci de compléter l'article en donnant les références utiles à sa vérifiabilité et en les liant à la section « Notes et références ».
Irina Fedorovna Godounova (en russe : Ирина Фёдоровна Годунова) est née en 1557 à Moscou et est morte le 29 octobre 1603 dans la même ville. Issu de la dynastie des Godounov, elle est la sœur de Boris Godounov et épouse du tsar Fédor Ier Ivanovitch. Elle est la fille de Feodor Ivanovitch Godounov et Stepanida Ivanova. Elle obtient le titre de tsarine de Russie en 1598, du 16 janvier au 21 février, pour une durée d'un mois et cinq jours.

## Biographie
Son mariage avec Fédor Ivanovitch, issu de la volonté de Ivan le Terrible en 1580, est utile à l'ascension de Boris Godounov, dont l'influence sur le tsar est largement basée sur l'amour que ce dernier porte à Irina.
Les opposants de Godounov, les Chouïski, décident d'éliminer Irina et de saper ainsi l'influence de Boris. Ils comptent demander au tsar de divorcer d'Irina à cause de sa soi-disant infertilité, et convainquent le métropolite Denys II de participer à ce plan.
Godounov a connaissance de ce projet et le fait avorter. Après la mort de Fédor Ivanovitch, Irina décide de prêter serment. Neuf jours après le décès de son mari, elle se retire au couvent de Novodievitchi. sous le nom d'Alexandra. La Douma publie des décrets sous le nom de « reine Alexandra » jusqu'à l'élection de Boris Godounov en 1598. Au cours de sa vie, Irina Godounova et son conjoint Fédor Ier ont eu un enfant mort en bas âge du nom de Feodosia Feodorovna. Elle meurt en 1603 dans le couvent à l'âge de 45 ou 46 ans.